# قائمة نظريات الحقل الكمومي
قائمة بنظريات الحقل الكمومي:
- نموذج تشرن-سايمونز Chern-Simons model
- النموذج اللاانطباقي Chiral model
- نموذج غروس-نيفيو
- نموذج كوندو Kondo model
- نموذج الأدنى
- نموذج نامبو-جونا-لازاينو
- نظرية الحقل الكمومي اللاتبديلية
- نموذج سيغما اللاخطي
- فاي للرابع Phi to the fourth أو مايسمى تآثر رباعي Quartic interaction
- ديناميكا لونية كمومية
- الكتروديناميك كمومي
- نظرية القياس الكمومي
- نموذج شفينجر
- نموذج ساين-غوردون
- نظرية النموذج العياري
- نظرية الأوتار
- نموذج ثيرنغ
- نظرية حقل تودا
- نظرية الحقل الكمومي الطوبولوجي
- نموذج فيز-زومينو
- نموذج فيز-زومينو-ويتين
- نظرية يانغ-ميلز
- نموذج يانغ-ميلز-هيغز
- نموذج يوكاوا